# Fanore
Fanore (Fánóir, Fán Óir (la pente dorée)) est un petit village au nord du comté de Clare, sur la côte ouest de l'Irlande.  La zone a été officiellement classée comme faisant partie de la West Clare Gaeltacht, une communauté irlandophone, jusqu'en 1956.

## Géographie

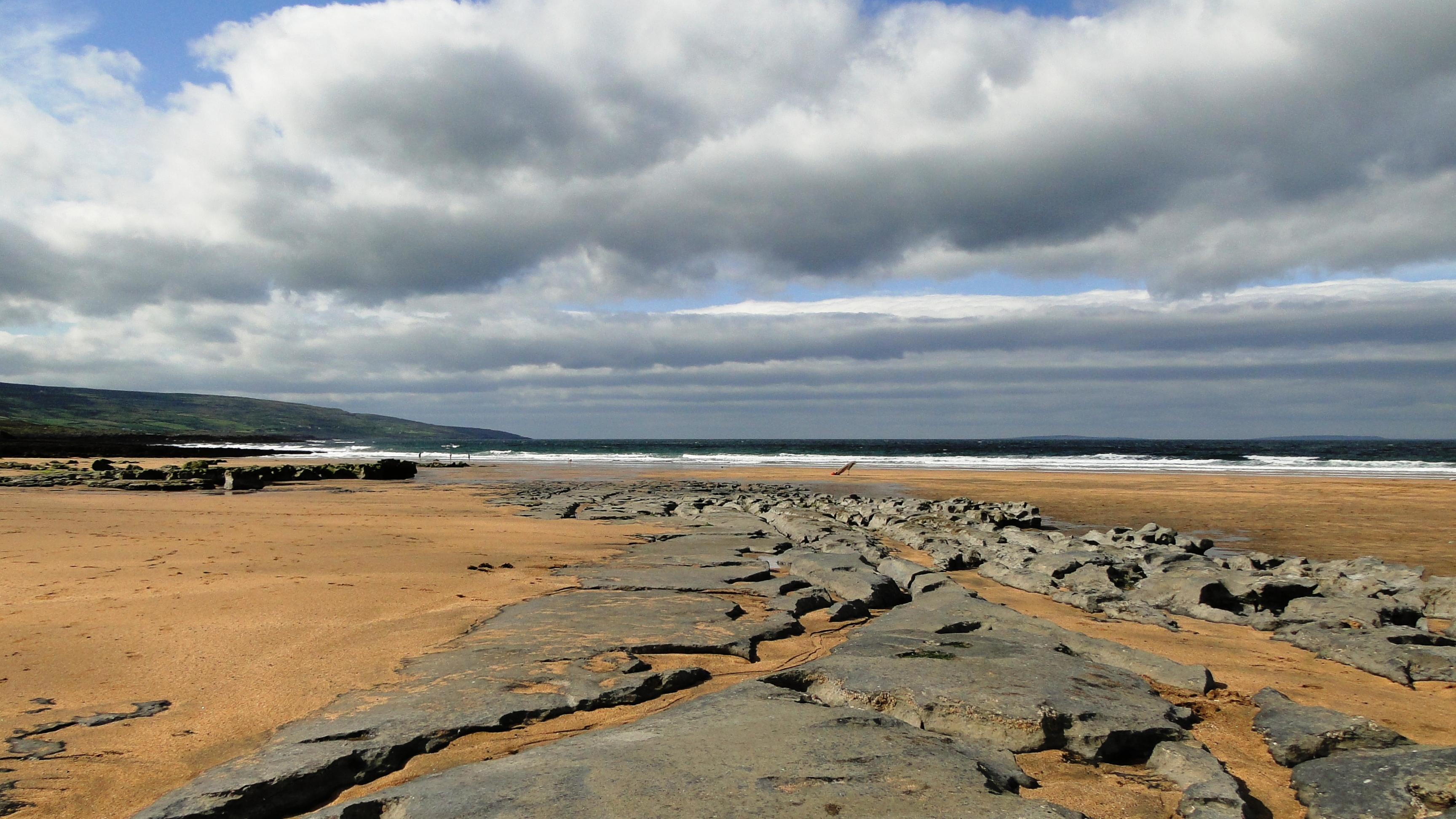
La plage de Fanore à marée basse : le calcaire est visible. En arrière-plan, à droite, les îles d'Aran.

### Localisation
Sur la route entre Ballyvaughan et Doolin, Fanore possède une vaste plage de sable et des dunes (connues sous le nom de "Rabbit Warren" (garennes à lapins)) autour de l'embouchure de la rivière Caher. Le village est également officiellement reconnu comme le plus long village d'Europe.

## Histoire
Des vestiges d'une habitation mésolithique ont été découverts sur la rive nord de la rivière.
Des cartes historiques du XIXe siècle mettent en évidence des bâtiments d'intérêt à Fanore, dont Fanore Lodge, ainsi que son patrimoine archéologique.

## Économie
Le village est très fréquenté par les randonneurs, les surfeurs, les grimpeurs (étant à 6 km au nord d'Ailladie - Ballyreen Point), les touristes et particulièrement intéressant pour les botanistes, en raison de sa situation en bordure du Burren ; réputé pour sa flore et sa faune uniques.
Il possède un pub, un bureau de poste/boutique et un restaurant ainsi qu'une école de surf près de la plage.

## Transports
La ligne 350 des Bus Éireann relie Fanore à Ennis, Ennistymon, Cliffs of Moher, Doolin, Lisdoonvarna, Kinvara et Galway. Plusieurs rotations sont effectuées journellement. À Ennis et Galway, des correspondances sont disponibles pour le rail et la route.

## Culture populaire
De nombreuses scènes ont été tournées à Fanore et ses environs, en particulier pour la série télévisée Father Ted .